# Ambrosia (группа)
Ambrosia — американская поп-арт-рок группа, образованная в 1970 году в Лос-Анджелесе. В первый состав вошли: гитарист и вокалист Дэвид Пек (англ. David Pack), бас-гитарист и вокалист Джо Пуэрта (англ. Joe Puerta), клавишник Кристофер Норт (англ. Christopher North) и ударник Берли Драммонд (англ. Burleigh Drummond). В период с 1975 по 2005 годы записали десять хитовых песен, входивших в Топ 100 журнала Billboard в разных категориях. Самые известные из них: «How Much I Feel», «Biggest Part of Me» и «You’re the Only Woman (You & I)».

## Состав

### Текущий состав
- Джо Пуэрта — бас-гитара, вокал (1970—1982, 1989 — наши дни)
- Берли Драммонд — ударные, вокал, перкуссия (1970—1982, 1989 — наши дни)
- Кристофер Норт — клавишные, бэк-вокал (1970—1977, 1978—1982, 1989 — наши дни)
- Дуг Джексон — гитара, бэк-вокал (2000 — наши дни)
- Кен Стейси — вокал, перкуссия, гитара (2005—2009, 2014 — наши дни)
- Мэри Харрис — клавишные, бэк-вокал (2012 — наши дни)

### Бывшие участники
- Дэвид Пек — гитара, вокал, клавишные (1970—1982, 1989—2000)
- Рик Коулинг — вокал, клавишные, гитара (2010—2013)
- Дэвид С. Льюис — клавишные (1978—1982)
- Ройс Джонс — вокал, перкуссия (1978—1982)
- Брюс Хорнсби — клавишные, бэк-вокал (1982)
- Клифф Вулли — гитара (1980)
- Толлэк Олиестад — вокал, клавишные, губная гармоника (1989—2004)
- Шем Вон Шроек — вокал, перкуссия, гитара, бас-гитара (1989—2003)
- Роберт Берри — вокал, гитара (2004—2005)
- Корнелиус Бампус — саксофон (1980)

## Дискография

### Синглы
- Holdin' On To Yesterday — 1975 (#17 в США)
- Nice, Nice, Very Nice — 1975 (#63 в США)
- Magical Mystery Tour — 1976 (#39 в США)
- Can’t Let A Woman — 1976 (#102 в США)
- Runnin' Away — 1976
- How Much I Feel — 1978 (#3 в США, #30 в Австралии)
- Life Beyond L.A. — 1978
- If Heaven Could Find Me — 1978 (#107 в США)
- Biggest Part of Me — 1980 (#3 в США)
- You’re the Only Woman (You & I) — 1980 (#5 в США)
- No Big Deal — 1980 (#105 в США)
- Outside — 1981 (#102 в США)
- Feelin' Alive Again — 1982
- How Can You Love Me — 1982 (#86 в США)
- For Openers (Welcome Home) — 1982 (#44 в США)
- I Just Can’t Let Go — 1997 (#26 в США)
- Biggest Part of Me (Remix) — 2004 (#31 в США)

### Студийные альбомы
- Ambrosia — 1975 (#22 в США)
- Somewhere I’ve Never Travelled — 1976 (#79 в США)
- Life Beyond L.A. — 1978 (#19 в США)
- One Eighty — 1980 (#25 в США)
- Road Island — 1982 (#115 в США)

### Концертные альбомы
- Live at The Galaxy — 2002
- The Biggest Part of Me: Greatest Hits Live — 2010

### Сборники
- Anthology — 1997
- The Essentials — 2002
- How Much I Feel and Other Hits — 2003
- Standing Room Only — 2007

### David Pack — сольные альбомы
- Anywhere You Go — 1985
- Unborn — 2004
- The Secret of Movin' On — 2005
- Napa Crossroads — 2014